# Thalpophila vittalba
Thalpophila vittalba là một loài bướm đêm trong họ Noctuidae.